# Rvati (gmina miejska Obrenovac)
Rvati (cyr. Рвати) – wieś w Serbii, w mieście Belgrad, w gminie miejskiej Obrenovac. W 2011 roku liczyła 2129 mieszkańców.